# 亚西西的圣方济各圣殿
亚西西的圣方济各圣殿（意大利语：Basilica di San Francesco d'Assisi）位于意大利中部小城阿西西，是亚西西的方济各安葬之地和方济各会的母堂。2000年被列为世界遗产，也是意大利重要的天主教朝圣地。这座圣殿始建于1228年，建在小山的一侧，包括上教堂和下教堂，和安放圣方济各遗体的墓穴，以及附属的修院。对于接近亚西西的人而言，亚西西的圣方济各圣殿是一个与众不同的地标。上教堂的内部是意大利早期哥特式建筑的重要实例。 
上下两座教堂装饰以中世纪后期罗马画派和托斯卡纳画派众多画家所作的壁画，包括契馬布埃、乔托、西蒙尼·馬蒂尼的作品。这些作品的范围和品质使得这座圣殿成为这一时期意大利艺术发展的重要见证。  
- 上教堂
- 下教堂
  - 马达肋纳小堂

1997年9月26日，该教堂受到地震严重破坏，部分拱顶坍塌，关闭2年修复。

## 图片

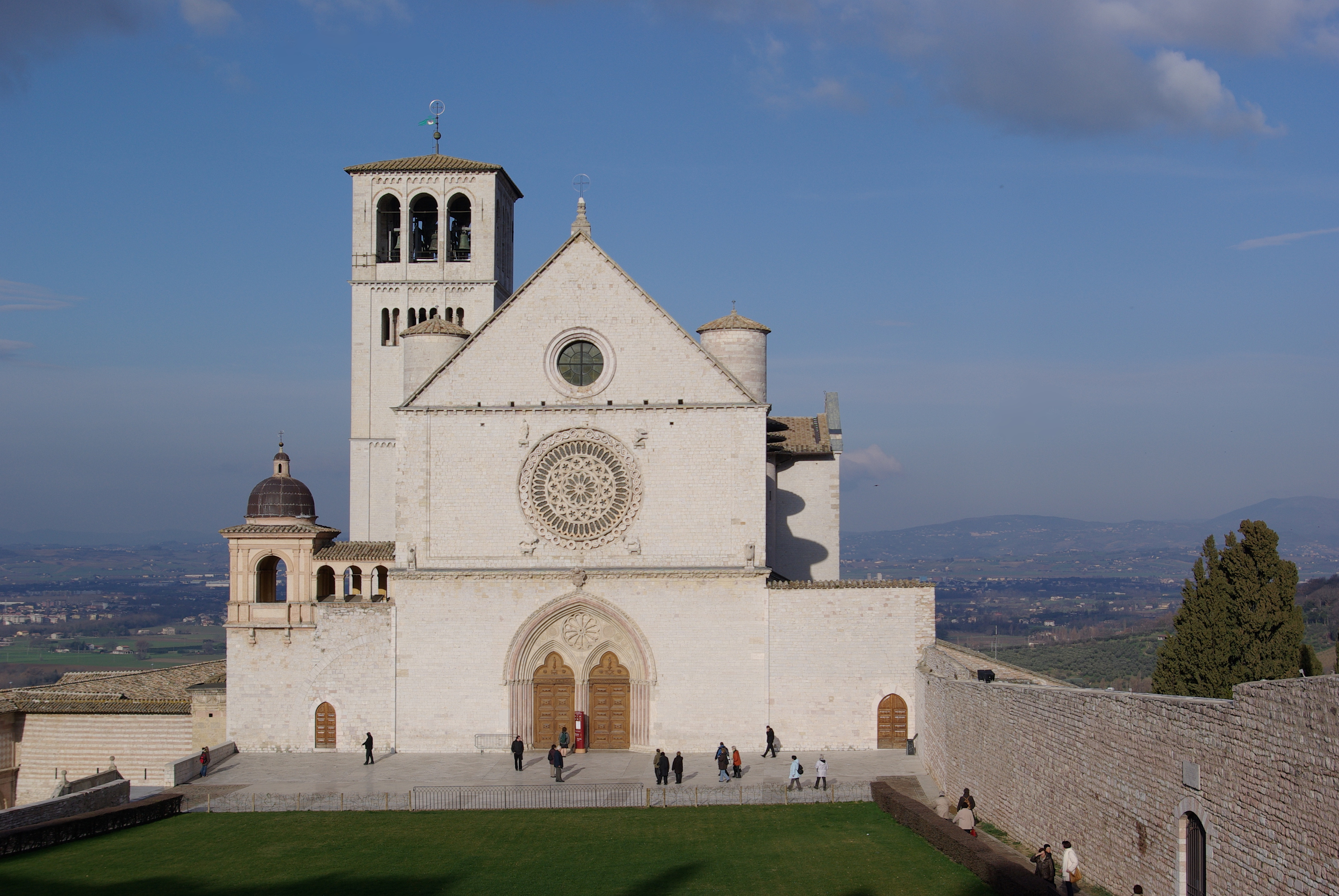
上教堂
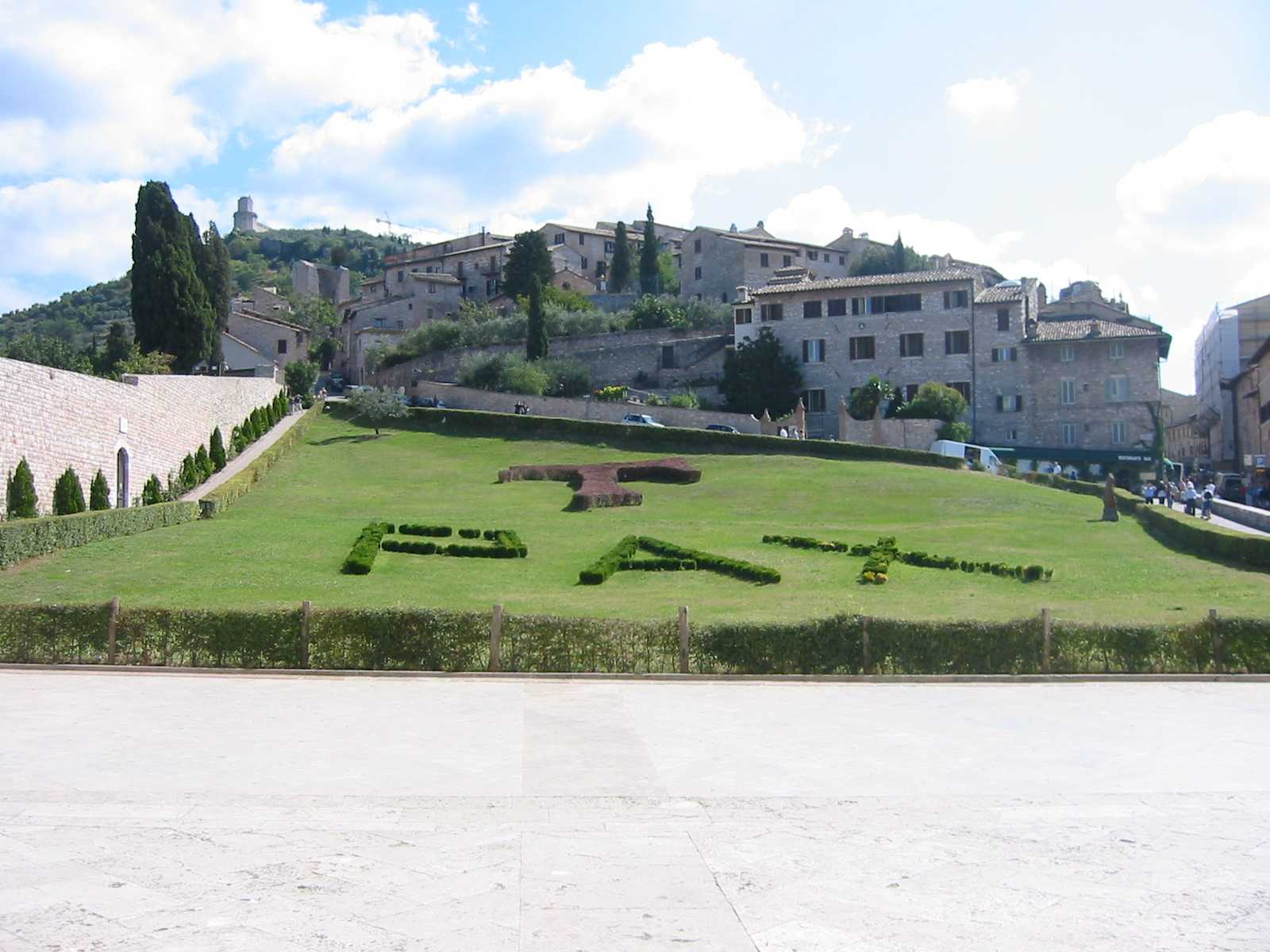
於上教堂可看到的風景
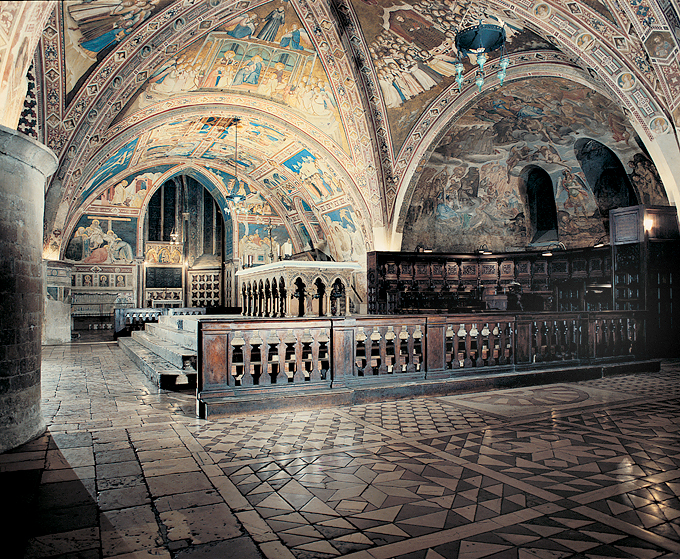
教宗祭坛
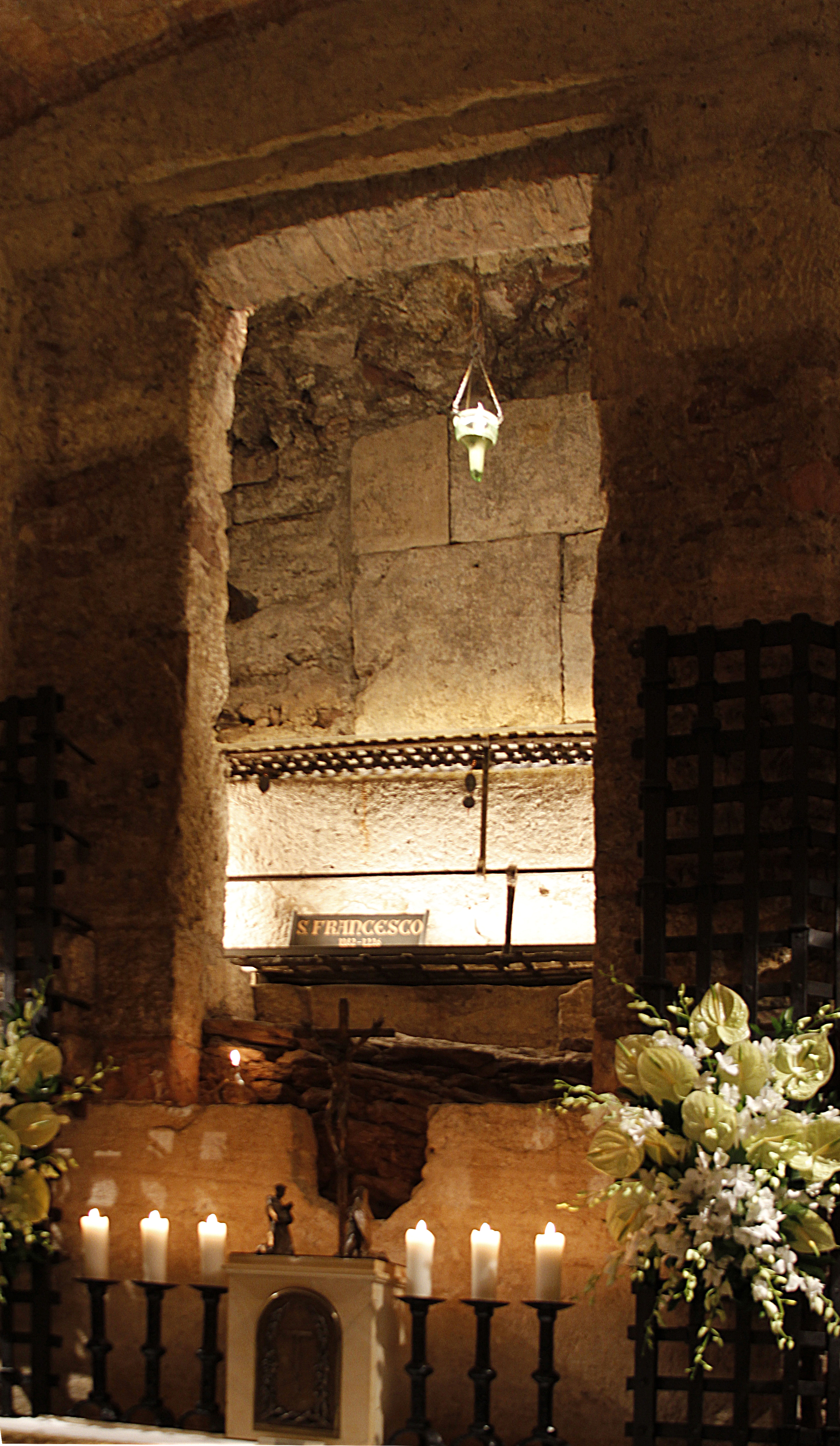
圣方济各墓穴
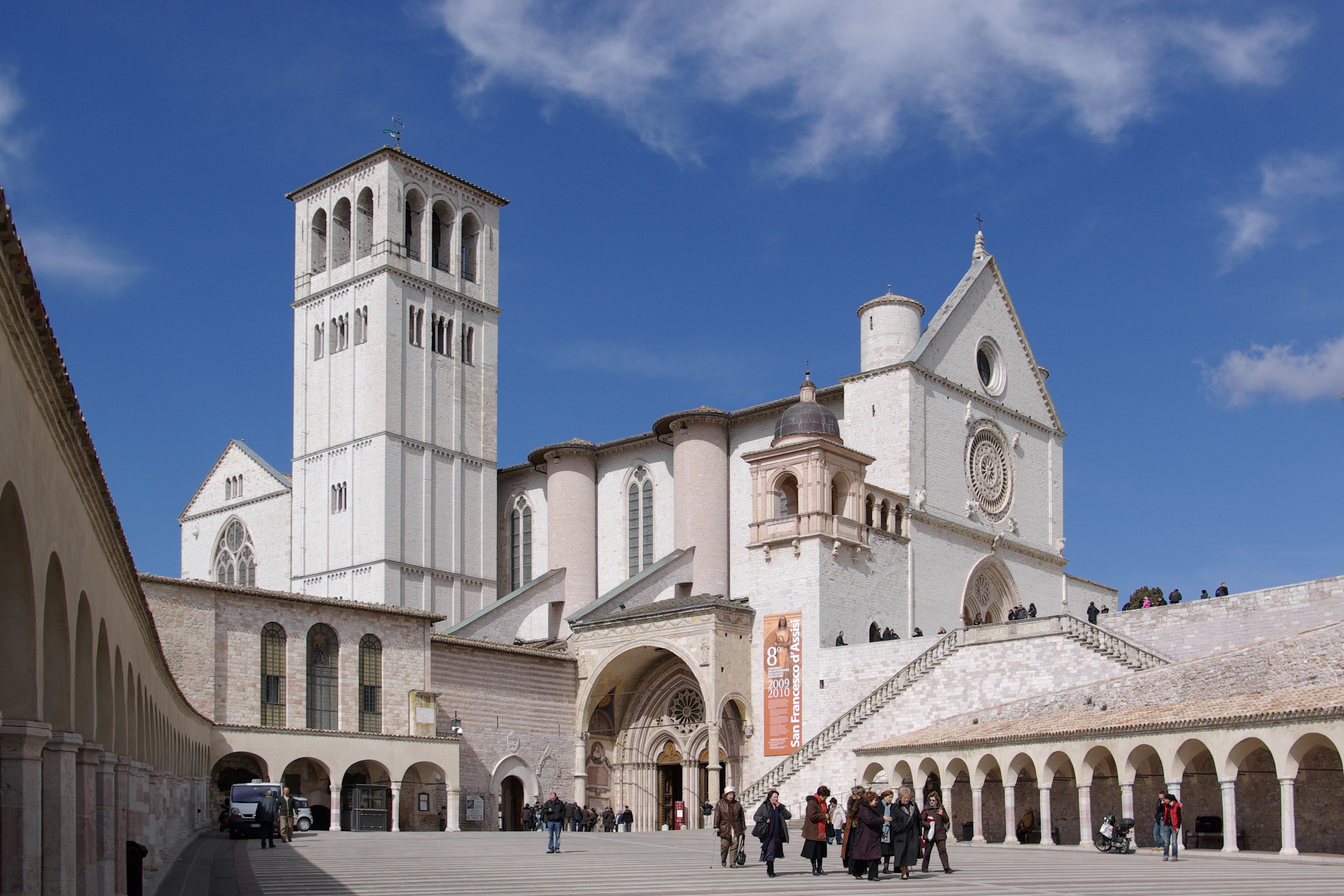
上下圣殿
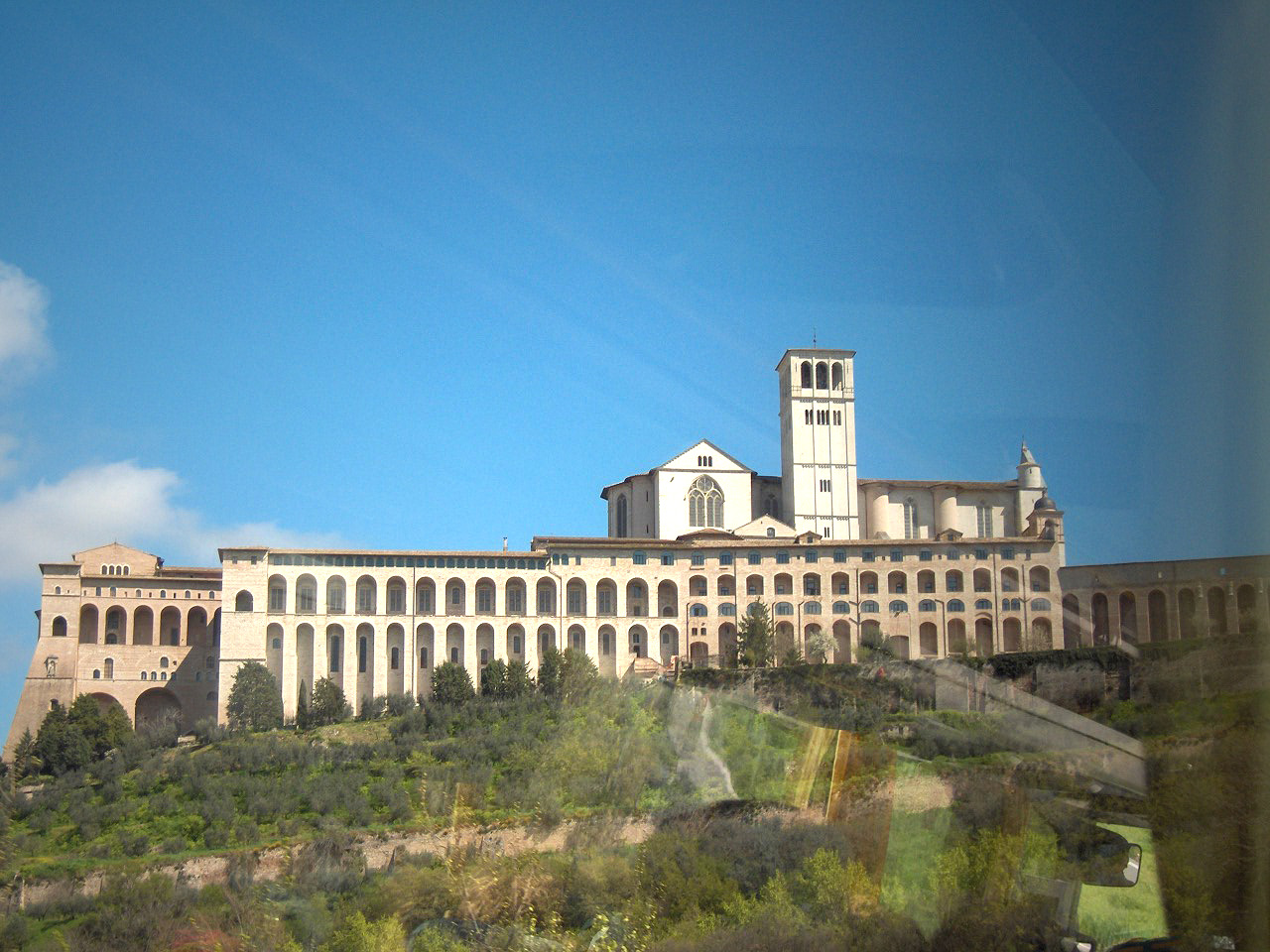
圣殿和修道院
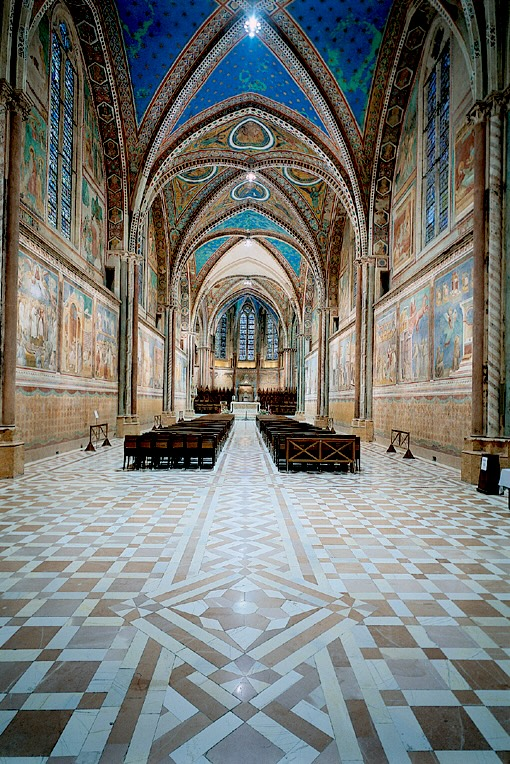
上教堂的中殿